# Team Lufthansa
Team Lufthansa era un'alleanza tra compagnie aeree regionali, unite sotto il coordinamento Lufthansa.
Venne fondata nel 1996 ed è esistita sino al 2004, quando Lufthansa riorganizzò la sua rete di compagnie aeree regionali creando la rete Lufthansa Regional.

## Membri
Facevano parte di Team Lufthansa le seguenti aerolinee regionali:
- Augsburg Airways dal 27 ottobre 1996
- Air Littoral (FRANCIA)
- Cimber Air (DANIMARCA) per i soli voli per l'estero
- Cirrus Airlines dal febbraio 2000
- Contact Air dall'aprile 1996
- Rheintalflug (AUSTRIA) dal 1° aprile 1998

## Galleria d'immagini

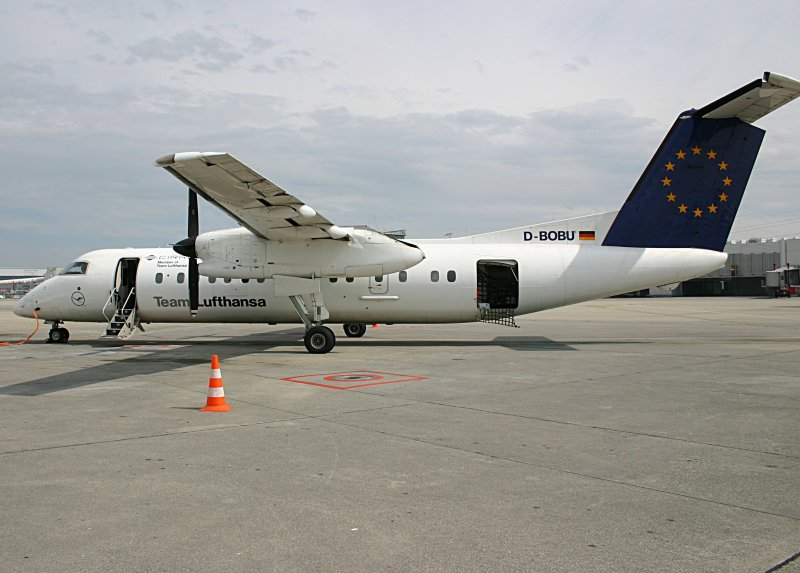
De Havilland DHC-8 300 di Cirrus Airlines
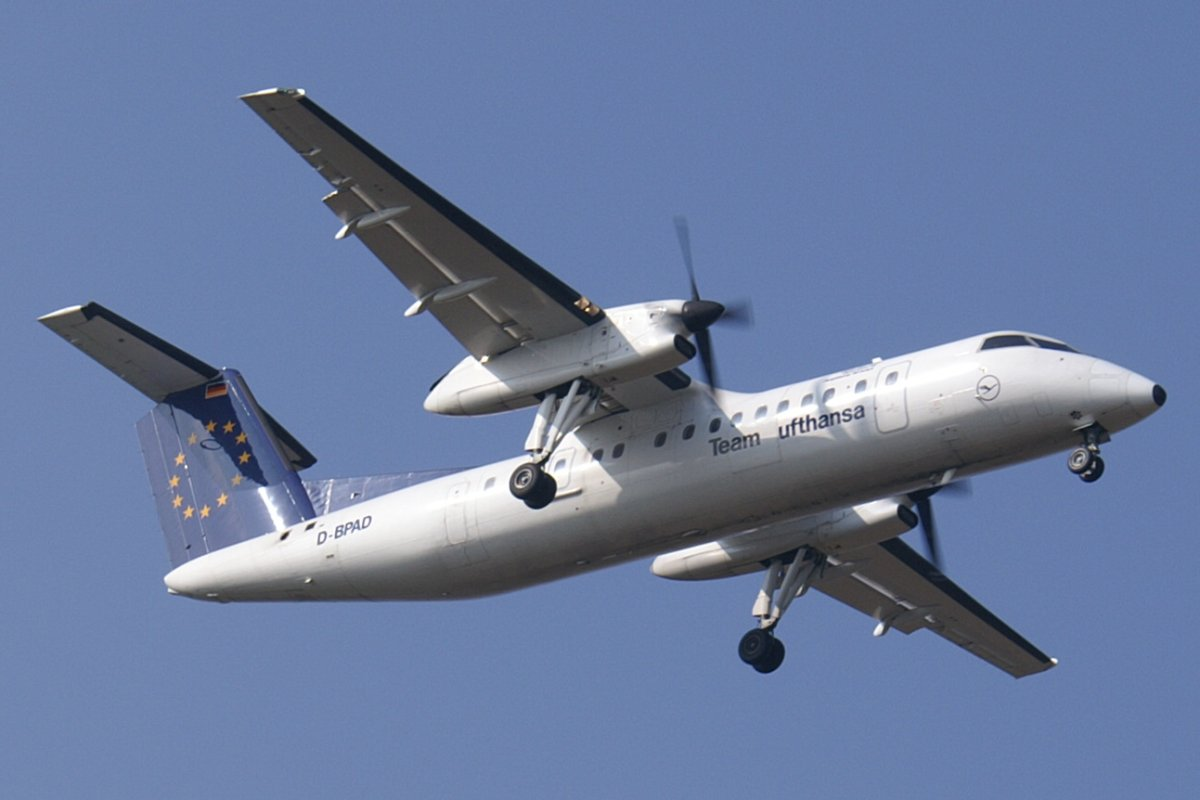
De Havilland DHC-8 300 di Augsburg Airways
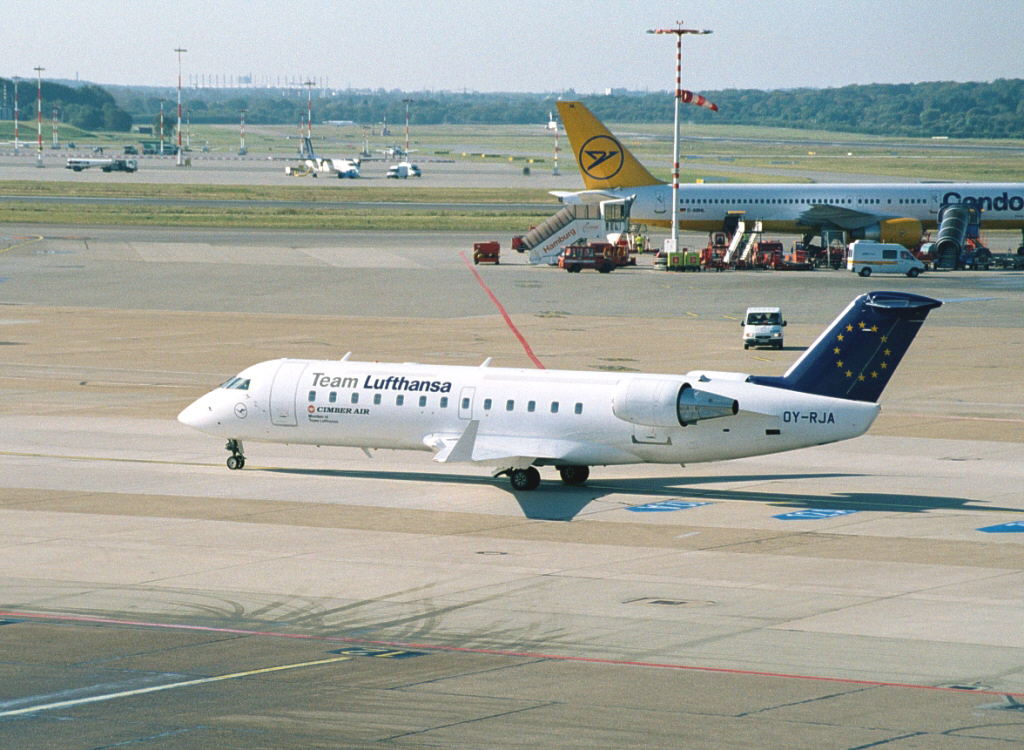
Bombardier CRJ200 di Cimber Air
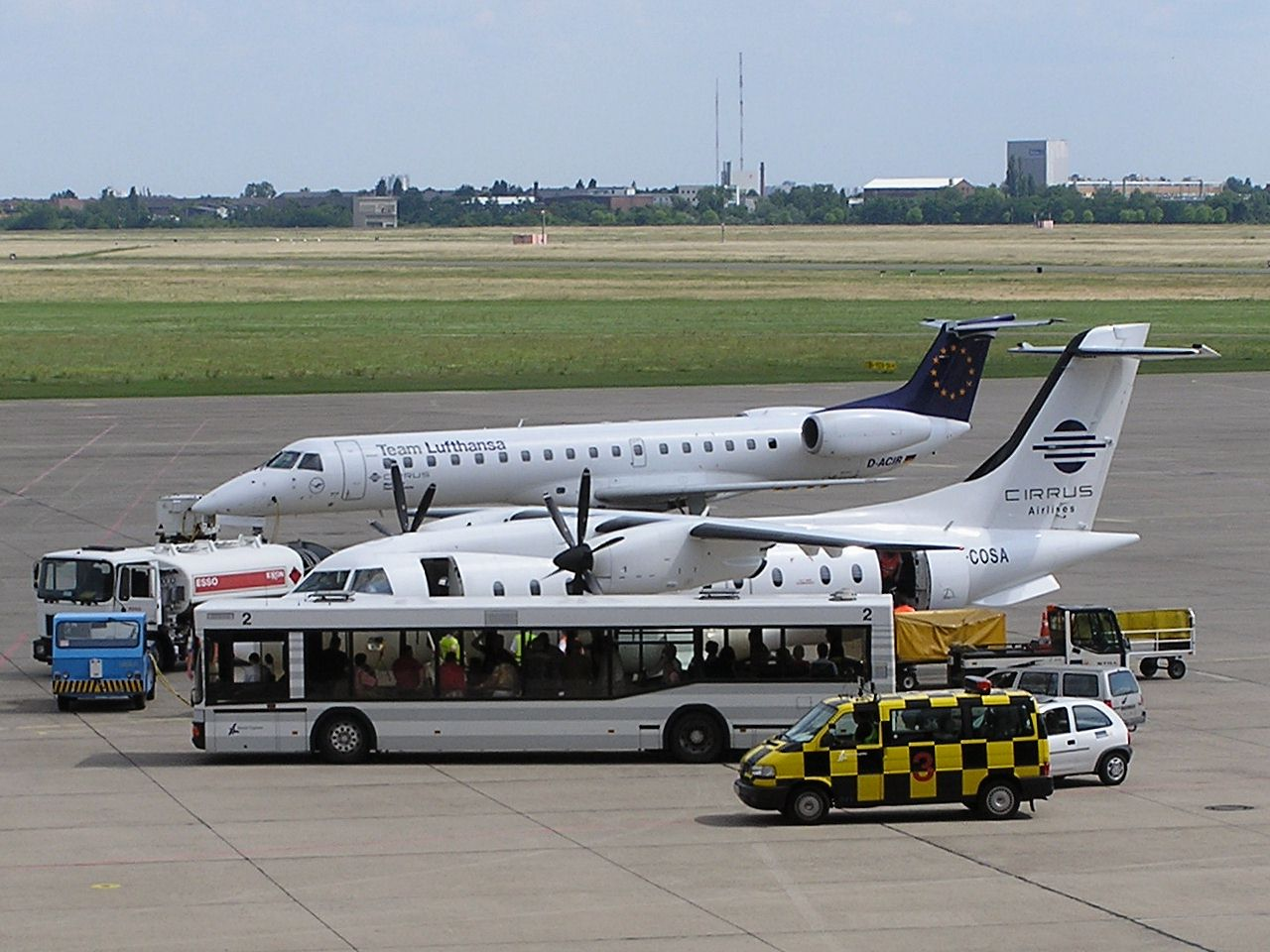
Un Embraer 145 dietro ad un Dornier Do 328 di Cirrus Airlines